# Albert Rivera
Alberto Carlos Rivera Díaz, beter bekend als Albert Rivera (Barcelona, 15 november 1979), is een Spaanse jurist en Spaans politicus. Hij is de politiek leider van Ciudadanos-Partido de la Ciudadanía sinds de oprichting en was lid van het Catalaans Parlement van 2006 tot 2015. Momenteel is hij kamerlid van de Cortes Generales gedurende de xi en de xii legislatuur.

## Biografie

### Jeugd
Albert Rivera Díaz is het enige kind dat voorkomt uit het huwelijk van zijn uit Barcelona afkomstige vader Agustín Rivera, die uit een arbeidersfamilie komt uit La Barceloneta en zijn moeder María Jesús Díaz, die oorspronkelijk uit Málaga komt.
Als kind was Rivera vooral in de vakanties te vinden in de geboorteplaats van zijn moeder Cútar, waar hij bekend stond als El nieto de Lucas (de kleinzoon van Lucas). Door de jaren heen is het overgrote deel van zijn familieleden van Málaga naar Catalonië verhuisd, behalve juist zijn opa Lucas Díaz, degene die in het verleden al geëmigreerd is geweest in de jaren '60 naar Frankrijk en Zwitserland.

### Universitaire carrière
Rivera studeerde rechten aan de Facultad de Derecho ESADE (Universidad Ramon Llull). Daarnaast begon hij ook met waterpolo, de sport die hij in totaal acht jaar heeft uitgeoefend. In deze jaren begon hij zich te interesseren in de politiek, door de invloed van docenten besloot hij mee te doen aan een debatcompetitie voor universitaire debatclubs uit Spanje. Zijn club won de competitie in 2000. Tussen een van deze docenten zat ook Francesc de Carreras, hoogleraar Staatsrecht en promotor van platform cívica Ciudadanos de Cataluña die leidde naar de oprichting van de partij Ciudadanos.

### Professionele carrière
Zodra hij zijn universitaire studie had afgerond in 2003, begon Rivera als juridisch adviseur bij La Caixa, een Spaanse spaarbank. Naast zijn werk volgde hij een master in Staatsrecht. In 2006 stopte hij met werken voor La Caixa toen hij de partijvoorzitter werd van Ciudadanos.

### Kamerlid van het Catalaanse Parlement

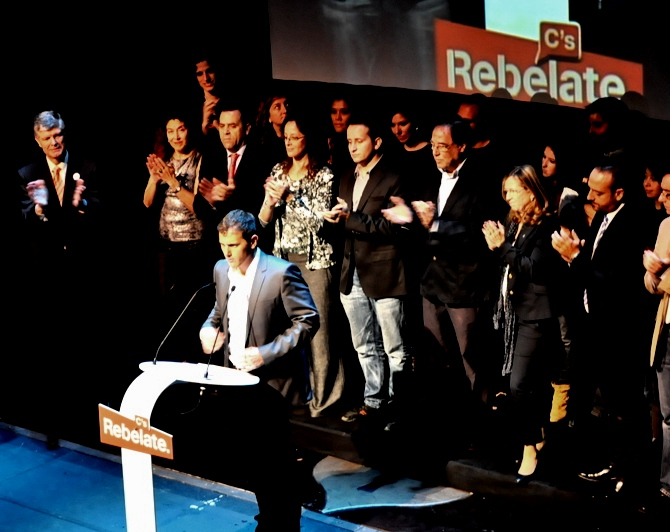
Campagnepresentatie door Albert Rivera voor de verkiezingen van de Catalaanse autonome regio in 2010.

Tijens het eerste partijcongres van Ciudadanos – Partido de la Ciudadanía, in juli 2006, waren er een aantal lijsten uitgewerkt om de partijleider en partijvoorzitter te kiezen. se elaboraron varias listas para elegir presidente y secretario general del partido. Een van deze lijsten werd uitgekozen waaruit Albert Ribera uiteindelijk als partijleider werd gekozen. Antonio Robles Almeida werd verkozen tot partijvoorzitter.
Tijdens de verkiezingen voor het Catalaanse Parlement in 2006 was Rivera ook de lijsttrekker en opteerde om president te worden van de Generalidad de Cataluña. De partij won drie zetels en werd daardoor de zesde partij in Catalonië. In het parlement, onderscheidde Rivera zich door Spaans te praten naast het Catalaans.
Hij voltooide zijn politieke opleiding met een cursus Politieke Marketing aan de George Washington-universiteit in de Verenigde Staten.
Voor de Catalaanse verkiezingen in 2010 werd Rivera door de leden van de partij herkozen als lijsttrekker. Ook tijdens deze verkiezingen bemachtigde Rivera zijn zetel in het Catalaanse Parlament.
Tijdense de verkiezingen van de autonome regio van Catalonië in 2012 wist Ciudadanos het aantal zetels te verdriedubbelen door 9 zetels te behalen.

### Lijsttrekker voor Ciudadanos voor de Spaanse verkiezingen

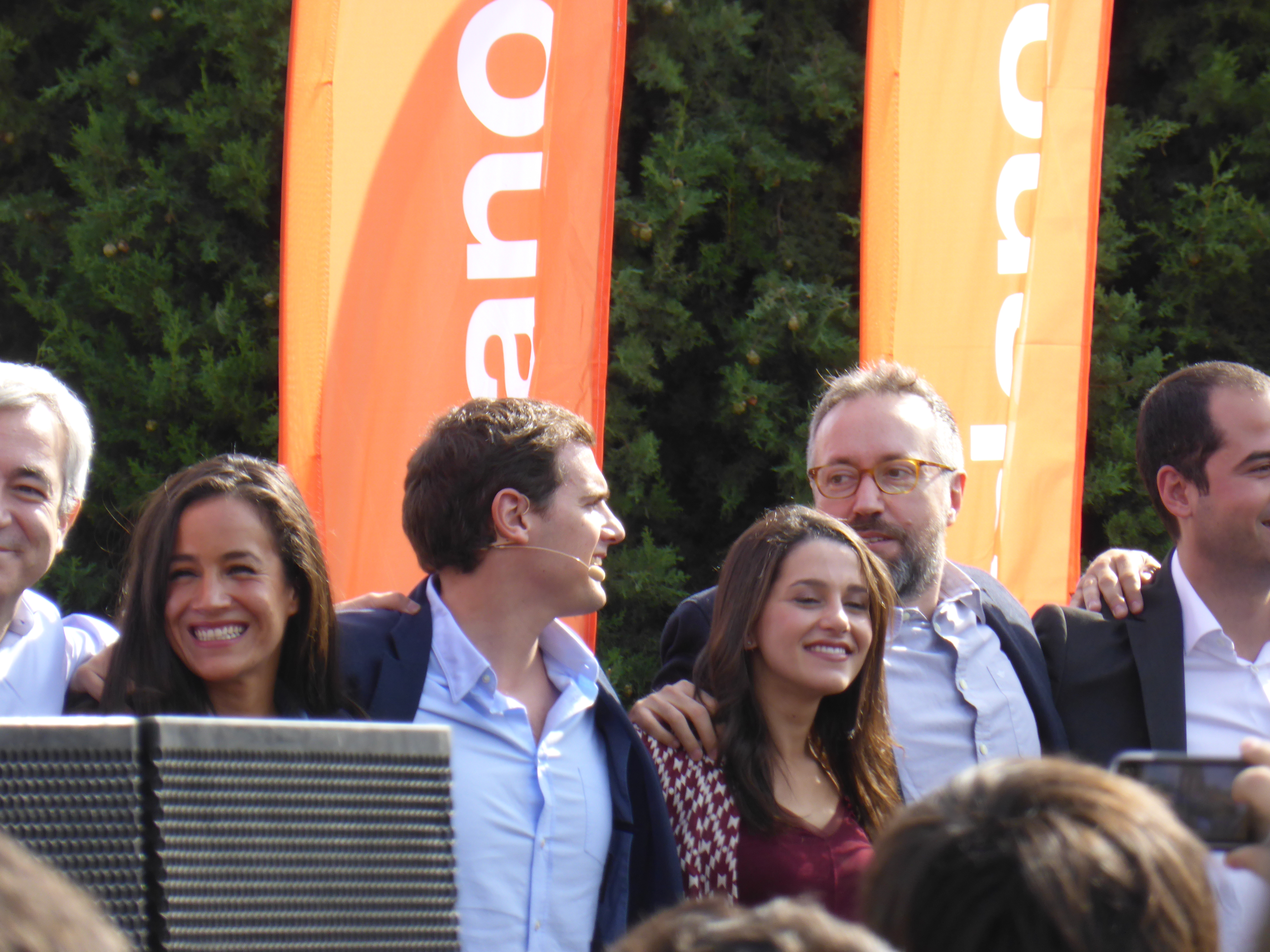
Zijn eerste meeting in Madrid, met andere leden van de partij waaronder: Villacís, Arrimadas en Girauta.

In juli 2015 werd Albert Rivera verkozen tot lijsttrekker zonder dat er een ledenraadpleging aan te pas kwam.
Na de verkiezingen voor het Catalaanse Parlement in 2015, waarin Inés Arrimadas zijn taak overnam als nummer één van de partij om kans te maken op het presidentschap van de autonomie, begon Rivera zijn voorcampagne voor de Spaanse verkiezingen.
- Biblioteca Nacional de España: XX5374444
- Catàleg d'autoritats de noms i títols de Catalunya: 981058510262806706
- Gemeinsame Normdatei: 1121311997
- International Standard Name Identifier: 0000 0004 3497 5746
- Library of Congress Control Number: no2015155582
- Système universitaire de documentation: 177254815
- Virtual International Authority File: 308183752
- WorldCat: E39PBJtxdr7qQBrcwD3ykFTrbd